# Оссона
Оссона (італ. Ossona) — муніципалітет в Італії, у регіоні Ломбардія,  метрополійне місто Мілан.
Оссона розташована на відстані близько 500 км на північний захід від Рима, 24 км на захід від Мілана.
Населення — 4292 особи (2014).
Щорічний фестиваль відбувається 23 липня, 24 серпня. Покровитель — San Cristoforo.

## Демографія
Населення за роками:

Станом на 1 січня 2023 року в муніципалітеті офіційно проживало 311 іноземців з 38 країн, серед них 75 громадян країн Євросоюзу та 18 громадян України.

## Сусідні муніципалітети
- Арлуно
- Казореццо
- Інверуно
- Маркалло-кон-Казоне
- Мезеро
- Санто-Стефано-Тічино